# The Greatest Night in Pop
The Greatest Night in Pop ist eine Musikdokumentation von Bao Nguyen über die Entstehungsgeschichte und den musikalischen Prozess des Popsongs We Are the World und dessen Aufnahme im Jahr 1985. Die Weltpremiere von The Greatest Night in Pop fand im Januar 2024 beim Sundance Film Festival statt. Ende des Monats nahm Netflix den Film in sein Programm auf.

## Inhalt

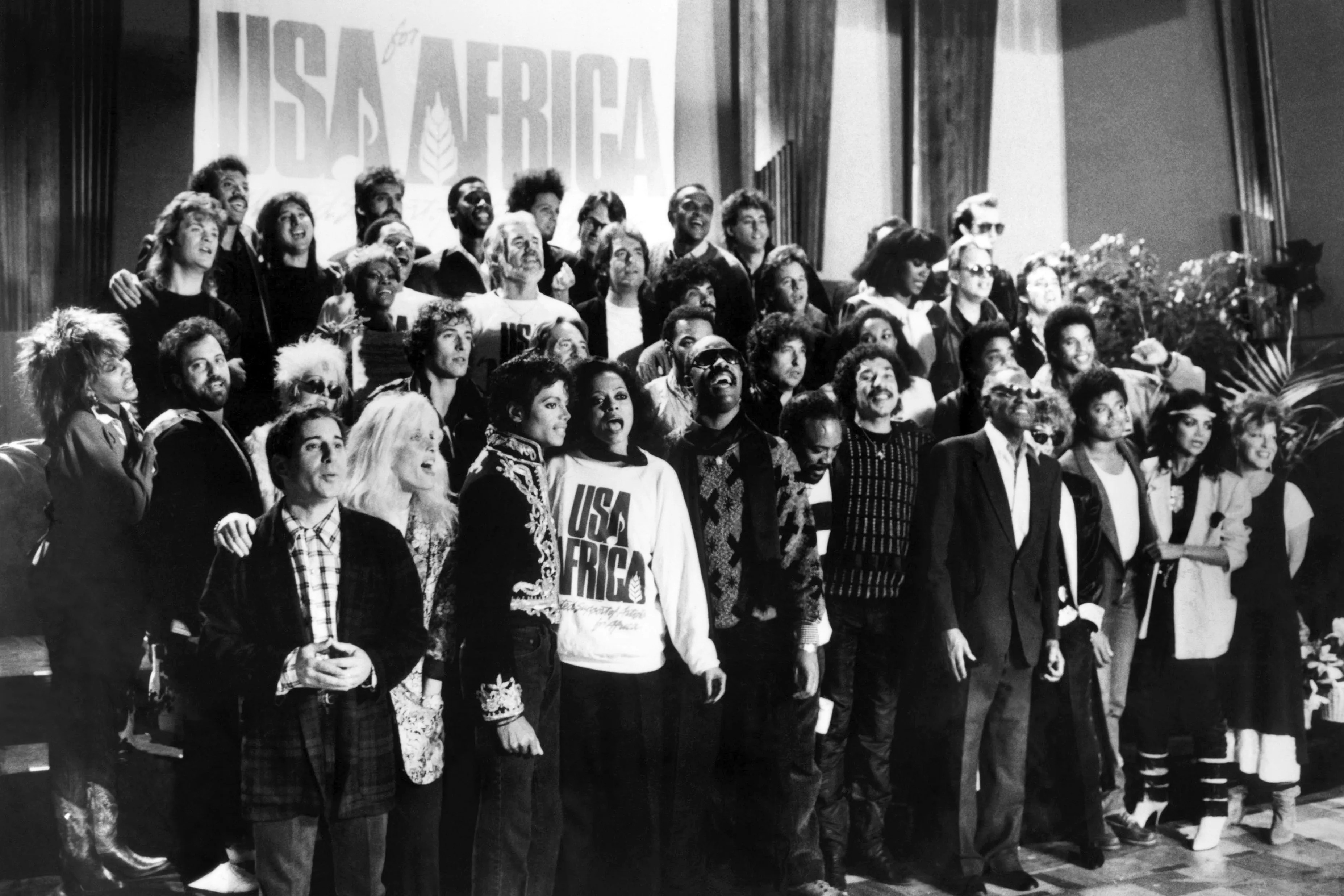
Im Jahr 1985 kamen 46 Musikikonen für die Aufnahme des Songs We Are the World zusammen

Im Jahr 1985 kamen 46 Musikikonen, darunter Bruce Springsteen, Cyndi Lauper, Diana Ross und Stevie Wonder, für eine Aufnahmesession zusammen. The Greatest Night in Pop versucht bislang unerzählte  Teile der Geschichte dieses Zusammenkommens und der Entstehung des Popsongs We Are the World zu beleuchten.
Im Film kommen mehrere der damals an der Aufnahme beteiligten Musiker zu Wort, so Lionel Richie, der den Song gemeinsam mit Michael Jackson schrieb und die beide ebenfalls zu den Sängern von We Are the World zählen.

## Produktion
Regie führte Bao Nguyen.
Die Weltpremiere von The Greatest Night in Pop fand am 19. Januar 2024 beim Sundance Film Festival im Rahmen der Special Screenings statt. Im Vorfeld sicherte sich Netflix die Rechte am Film und veröffentlichte noch vor der Premiere einen ersten Trailer. Am 29. Januar 2024 nahm der Streamingdienst den Film in sein Programm auf.

## Rezeption

### Kritiken
Von den bei Rotten Tomatoes aufgeführten Kritiken sind 98 Prozent positiv bei einer durchschnittlichen Bewertung mit 7,6 von 10 möglichen Punkten. Bei Metacritic erhielt der Film einen Metascore von 69 von 100 möglichen Punkten.

### Auszeichnungen
Critics’ Choice Documentary Awards 2024
- Auszeichnung als Beste historische Dokumentation
- Nominierung als Bester Dokumentarfilm
- Nominierung als Best Archival Documentary
- Nominierung als Beste Musikdokumentation[6][7]

Golden Reel Awards 2025
- Nominierung für den Besten Musikschnitt – Documentary[8]

Grammy Awards 2025
- Nominierung als Bester Musikfilm

Hollywood Music in Media Awards 2024
- Nominierung für die Beste Filmmusik in der Kategorie Music Documentary / Special Program[9]

NAACP Image Awards 2025
- Nominierung als Bester Dokumentarfilm[10]

Producers Guild of America Awards 2025
- Auszeichnung als Bester Fernseh- oder Streamingfilm[11]